# Фунтана
Фунтана (хорв. Funtana) — населений пункт і громада в Істрійській жупанії Хорватії.

## Населення
Населення громади за даними перепису 2011 року становило 907 осіб, 1 з яких назвала рідною українську мову.
Динаміка чисельності населення громади:

## Клімат
Середня річна температура становить 14,08 °C, середня максимальна – 27,15 °C, а середня мінімальна – 0,43 °C. Середня річна кількість опадів – 819 мм.
| Клімат поселення                              | Клімат поселення | Клімат поселення | Клімат поселення | Клімат поселення | Клімат поселення | Клімат поселення | Клімат поселення | Клімат поселення | Клімат поселення | Клімат поселення | Клімат поселення | Клімат поселення | Клімат поселення |
| Показник                                      | Січ.             | Лют.             | Бер.             | Квіт.            | Трав.            | Черв.            | Лип.             | Серп.            | Вер.             | Жовт.            | Лист.            | Груд.            |                  |
| Середній максимум, °C                         | 10,02            | 10,57            | 13,55            | 17,21            | 22,17            | 26,37            | 27,15            | 26,86            | 22,37            | 18,03            | 13,20            | 9,70             |                  |
| Середня температура, °C                       | 5,23             | 5,77             | 8,77             | 12,41            | 17,38            | 21,59            | 23,90            | 23,59            | 19,12            | 14,77            | 9,95             | 6,45             |                  |
| Середній мінімум, °C                          | 0,43             | 0,98             | 3,97             | 7,64             | 12,59            | 16,79            | 20,65            | 20,35            | 15,87            | 11,53            | 6,71             | 3,21             |                  |
| Норма опадів, мм                              | 59               | 49               | 57               | 65               | 61               | 71               | 47               | 72               | 82               | 94               | 91               | 71               |                  |
| Середньомісячна швидкість вітру, м/с          | 2.34             | 2.57             | 2.66             | 2.66             | 2.40             | 2.30             | 2.30             | 2.28             | 2.34             | 2.56             | 2.63             | 2.51             |                  |
| Середньомісячна сонячна радіація, кДж/м²·день | 4440             | 7384             | 10785            | 15372            | 19722            | 21508            | 22646            | 19481            | 14294            | 9110             | 4925             | 3770             |                  |
| --------------------------------------------- | ---------------- | ---------------- | ---------------- | ---------------- | ---------------- | ---------------- | ---------------- | ---------------- | ---------------- | ---------------- | ---------------- | ---------------- | ---------------- |
| Джерело:                                      |                  |                  |                  |                  |                  |                  |                  |                  |                  |                  |                  |                  |                  |